# Pulsar

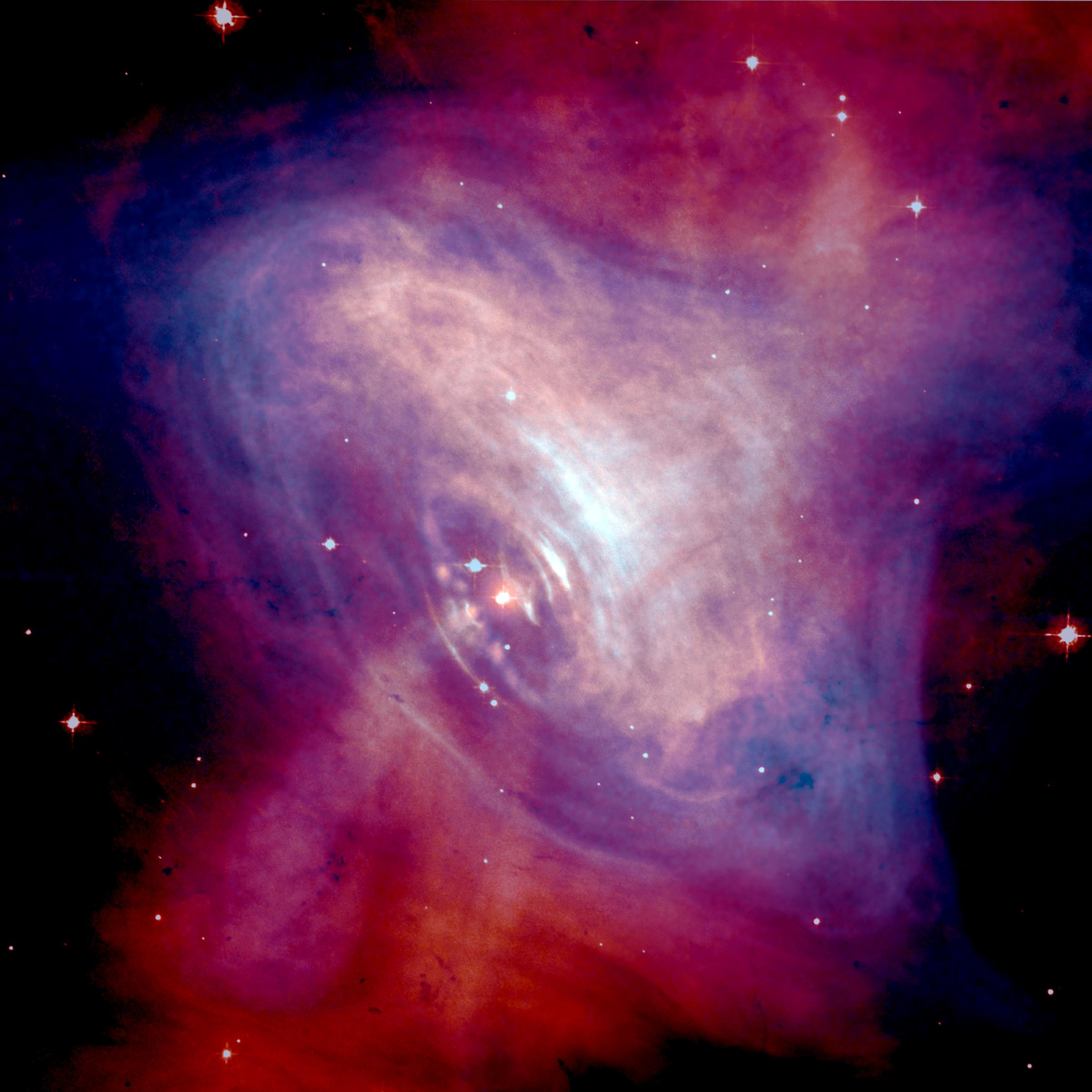
Pulsar Kraba w mgławicy Kraba. Widoczny wyraźnie silny wpływ jaki jego pole magnetyczne wywiera na otaczającą materię. Obraz jest kompozycją obserwacji w promieniowaniu X wykonanych przez obserwatorium Chandra oraz obrazu optycznego pochodzącego z kosmicznego teleskopu Hubble’a. Foto NASA/STScI

Schemat pulsara: model latarni morskiej. Kula w środku przedstawia pulsar, białe linie to linie pola magnetycznego

Pulsar (od pulse z ang. pulsować i -ar jak w quasar – „quasi-stellar radio source” lub też „QSO” – „quasi-stellar object”, dosłownie „obiekt gwiazdopodobny emitujący fale radiowe”) – wysoce zmagnetyzowana, rotująca gwiazda neutronowa (lub biały karzeł), która emituje wiązkę promieniowania elektromagnetycznego. Promieniowanie to może być obserwowane tylko, gdy wiązka emisyjna skierowana jest w stronę Ziemi (tak jak latarnia, która jest widoczna tylko, gdy jej światło jest skierowane w stronę obserwującego) i jest odpowiedzialne za pulsujące pojawianie się emisji. 
Jocelyn Bell Burnell, będąc jeszcze doktorantką, zaobserwowała pulsary jako pierwsza w historii. 
Gwiazdy neutronowe charakteryzują się bardzo dużą gęstością i krótkimi, regularnymi okresami obrotu. Kreuje to bardzo precyzyjne interwały pomiędzy pulsacjami, które trwają od kilku milisekund do kilku sekund dla każdego pulsara. Uważa się, że pulsary mogą być jednym ze źródeł promieni kosmicznych o bardzo wysokiej energii. 
Okresowość pulsarów sprawia, że są bardzo przydatnymi narzędziami. Obserwacje neutronowych gwiazd podwójnych zostały użyte do pośredniego potwierdzenia istnienia promieniowania grawitacyjnego. Pierwsze planety pozasłoneczne zostały odkryte wokół pulsara PSR B1257+12. Poszczególne rodzaje pulsarów konkurują z zegarami atomowymi pod względem precyzji odmierzenia czasu.

## Odkrycia
Do maja 2009 znano niemal 1900 pulsarów. Pierwszy pulsar odkryto w 1967 roku, był nim noszący oznaczenie PSR B1919+21, ze względu na regularnie powtarzający się sygnał początkowo przypuszczano, że odbierane impulsy są sztucznego pochodzenia.
W 2008 odkryto pierwszy pulsar wysyłający jedynie promieniowanie gamma – CTA 1.

## Typy pulsarów
Pulsary są bardzo wydajnymi energetycznie źródłami promieniowania rejestrowanego w periodycznie powtarzających się impulsach.
Amplituda oraz kształt impulsów zmieniają się znacznie z każdym następnym cyklem emisji, jak też w ciągu dłuższych okresów. Z tego względu impuls pulsara może być parametryzowany przez średnią wartość parametru, jeżeli ta jest stabilna w czasie. Ta uśredniona wielkość impulsu ulega czasem, co kilka tysięcy impulsów, radykalnej zmianie.
Ze względu na kształt uśrednionego impulsu pulsary można podzielić na trzy klasy:
- Pulsary typu S mają prosty kształt impulsu o jednym wyraźnie wyróżnionym maksimum. Są to najczęściej pulsary o okresie mniejszym niż 1 s.
- Pulsary typu C mają złożony kształt impulsu o dwóch lub więcej maksimach o zbliżonym natężeniu.
- Pulsary typu D mają przesuwające się podimpulsy, o mniejszym natężeniu. Zachowują one kształt i relacje czasowe podczas przesuwania się względem średniego impulsu tak, że z każdym kolejnym impulsem pojawiają się one wcześniej.

Analizując zależność impulsów od częstości stwierdzono, że impulsy ulegają dyspersji i wraz ze wzrostem częstości docierają do odbiorcy coraz później. Oprócz tego, następuje rozmywanie impulsów i powyżej częstości 36 MHz nie można ich już odróżnić od siebie. Następuje również zmiana natężenia impulsów wraz ze zmianą częstości.
Dla kilku pulsarów udało się wyznaczyć widma emitowanego promieniowania, które są jednak różne.
U wszystkich przy częstościach większych od 100 MHz następuje gwałtowne zmniejszenie mocy sygnału. O natężeniu pola magnetycznego, a zatem i mechanizmie promieniowania, można wnioskować na podstawie pomiarów polaryzacji sygnałów, które wykazały, że promieniowanie pulsarów typu D jest słabo spolaryzowane, podczas gdy impulsy pulsarów typu S mogą być zarówno słabo, jak i silnie spolaryzowane. Polaryzacja impulsów pulsarów typu S i C nie ulega zmianie w czasie trwania impulsu. Dla pulsarów typu D płaszczyzna polaryzacji ulega ciągłym zmianom w trakcie poszczególnych impulsów. Poszczególne impulsy pulsarów wszystkich typów są również częściowo spolaryzowane kołowo. Przypuszczano początkowo, że polaryzacja zmienia się przypadkowo podczas kolejnych impulsów. Średnia wartość polaryzacji kołowej dla większości pulsarów nie znika jednak i czasem sięga nawet 30%. Mimo że polaryzacja liniowa, jak i kołowa nie zależą od częstości, zależy od tej
wielkość skręcenia płaszczyzny polaryzacji emitowanego promieniowania. Własności polaryzacyjne impulsów nie pozwalają jednoznacznie określić mechanizmu promieniowania.

## Teoria działania

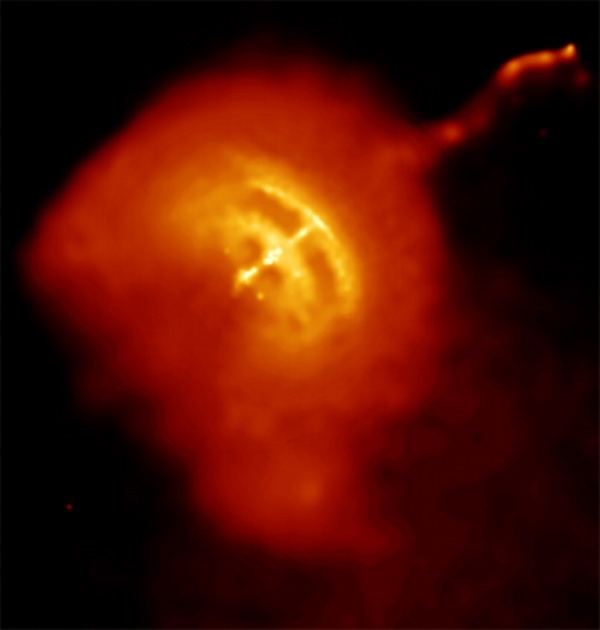
Pulsar PSR 0833-45 znajdujący się w konstelacji Żagla.

Najpopularniejsza w środowisku naukowym teoria głosi, że pulsar jest rodzajem gwiazdy neutronowej.
Gwałtowne zapadnięcie się jądra gwiazdy prowadzi do znacznego wzrostu natężenia pola magnetycznego ze względu na konieczność zachowania strumienia magnetycznego podczas powstawania pulsara. Dodatkowo znacznie zwiększa się tempo rotacji gwiazdy, zgodnie z zasadą zachowania momentu pędu. Zakładając, że w chwili wybuchu gwiazda supernowa ma przeciętne pole magnetyczne i przeciętną prędkość obrotu, można oczekiwać, że wyłaniająca się z eksplozji gwiazda neutronowa będzie miała pole magnetyczne rzędu 108 T (1012 Gs) i okres obrotu rzędu jednej setnej sekundy.
Szybki obrót silnego, prawdopodobnie dipolowego pola magnetycznego powoduje powstanie wokół gwiazdy neutronowej intensywnego pola magnetycznego i magnetosfery. Ze względu na szybki obrót gwiazdy stosunkowo niedaleko od jej powierzchni istnieje obszar ograniczający, tzw. „cylinder światła”, w którym liniowa prędkość linii pola magnetycznego wirującego razem z gwiazdą osiąga prędkość światła, co przy okresie obrotu rzędu 0,01 sekundy jest możliwe już w odległości około 500 kilometrów od skorupy. Linie pola nie mogą zmieniać swego położenia z prędkością większą od prędkości światła, co oznacza, że nie mogą rozciągać się na odległość większą niż promień cylindra, ulegając ściśnięciu na granicy tego obszaru.
Cząstki poruszające się wewnątrz magnetosfery są przyspieszane do prędkości relatywistycznych i wysyłają promieniowanie wewnątrz wąskiego stożka wzdłuż kierunku linii. Energia ta może być wypromieniowywana w całym zakresie widmowym – od promieniowania gamma do promieniowania radiowego. Model taki, nazywany modelem „latarni morskiej”, jest powszechnie przyjętym opisem mechanizmu emisji promieniowania elektromagnetycznego pulsarów.
W modelu tym w pobliżu powierzchni gwiazdy jest jedna lub dwie bardzo gorące plamy wysyłające promieniowanie elektromagnetyczne. Gdy chwilowo kierunek linii przecinających plamę  pokrywa się z kierunkiem ku obserwatorowi, może być obserwowany błysk promieniowania – podobnie do chwilowej widoczności reflektora latarni morskiej, gdy ten świeci w kierunku obserwatora.

Artystyczna wizja planety orbitującej wokół pulsara

### Planety wokół pulsarów
W modelu latarni morskiej regularność błysków pulsarów ma swoje źródło w regularności okresu obrotowego gwiazdy neutronowej. Dzięki swojej olbrzymiej masie (rzędu masy Słońca) okres obrotowy gwiazd neutronowych dorównuje stabilnością zegarom atomowym. Tak wielka stabilność okresu obrotowego miała kluczowe znaczenie dla odkrycia pierwszych planet pozasłonecznych: niewielkie, okresowe zaburzenia obrotu wskazują na oddziaływanie grawitacyjne niewidocznych towarzyszy pulsara. W 1992 roku Aleksander Wolszczan i Dale Frail odkryli planety krążące wokół pulsara PSR 1257+12 (Lich) w gwiazdozbiorze Panny, obecnie (2015) znanych jest 7 pulsarów okrążanych przez planety.

## Znaczące pulsary
Wymienione tutaj pulsary były albo pierwszymi odkrytymi tego typu, albo reprezentują ekstremum pewnego rodzaju wśród znanej populacji pulsarów, na przykład o najkrótszym mierzonym okresie.
- Pierwszy radiowy pulsar "CP 1919" (obecnie znany jako PSR B1919 + 21), z okresem impulsu 1,337 sekundy i szerokością impulsu 0,04 sekundy, odkryto w 1967 roku[6].
- Pierwszy pulsar binarny, PSR 1913 + 16, którego orbita zmniejsza się w tempie dokładnie przewidywanym przez ogólną teorię względności w wyniku  emisji promieniowania grawitacyjnego.
- Pierwszy pulsar milisekundowy, PSR B1937 + 21
- Najjaśniejszy pulsar milisekundowy, PSR J0437-4715
- Pierwszy pulsar rentgenowski Cen X-3
- Pierwszy pulsar rentgenowski z pulsarą z przyrostem milisekund, SAX J1808.4-3658
- Pierwszy pulsar z planetami, PSR B1257 + 12
- Pierwszy pulsar, na który zaobserwowano wpływ asteroid: PSR J0738-4042
- Pierwszy podwójny system pulsarowy, PSR J0737-3039
- Najkrótszy okres pulsar, PSR J1748-2446ad, z czasem ~ 0,0014 sekundy lub ~ 1,4 milisekundy (716 razy na sekundę).
- Najdłuższy okres pulsara, 318 sekund, J191213.72-441045.1, a także jeden z zaledwie dwóch znanych przykładów pulsara białego karła[7].
- Pierwszy pulsar białego karła, AR Scorpii[8], zaobserwowany po raz pierwszy w 2015 roku przez polskiego astronoma, Jakuba Bochińskiego.
- Najdłuższy okres to pulsar gwiazdy neutronowej, PSR J0250 + 5854, z okresem 23,5 sekundy[9].
- Pulsar z najbardziej stabilnym okresem, PSR J0437-4715.
- Pierwszy pulsar milisekundowy z towarzyszącymi 2 gwiazdowymi towarzyszami, PSR J0337 + 1715
- PSR J1841-0500, przestał pulsować przez 580 dni. Jeden z zaledwie dwóch pulsarów, o których wiadomo, że przestał pulsować przez więcej niż kilka minut.
- PSR B1931 + 24, ma cykl. Pulsuje przez około tydzień i przestaje pulsować przez około miesiąc.  Jeden z zaledwie dwóch pulsarów, o których wiadomo, że przestał pulsować przez więcej niż kilka minut[10].
- PSR J1903 + 0327, a ~2,15 ms pulsar, odkrył, że znajduje się w bardzo ekscentrycznym układzie gwiazdy podwójnej z gwiazdą podobną do Słońca[11].
- PSR J2007 + 2722, izolowany pulsar o 40,8-herców "z recyklingu" był pierwszym pulsarem znalezionym przez ochotników na danych zebranych w lutym 2007 r. I przeanalizowanych przez projekt obliczeniowy rozproszonego Pierwszy radiowy pulsar "CP 1919" (obecnie znany jako Einsteina @ Home[12].
- PSR J1311-3430, pierwszy pulsar milisekundowy wykryty za pomocą pulsacji gamma i części układu podwójnego o najkrótszym okresie obiegu[13].